# Michele Sindona
Michele Sindona (8 de maio de 1920 – 22 de março de 1986) foi um banqueiro italiano e criminoso condenado. Conhecido nos círculos bancários como "Tubarão", Sindona era um membro da  loja maçônica P2 (Propaganda Due), dirigida por Licio Gelli, e vê relações claras com a máfia siciliana e a mafiosa "família Gambino" nos EUA.
Sindona foi nomeado pelo Papa Paulo VI como assessor financeiro do Vaticano e membro do Conselho de Administração do Instituto para as Obras de Religião. Um levantamento do juiz italiano Ferdinando Imposimato mostra que Michele Sindona atuava desde 1957 como banqueiro para a máfia siciliana, a Cosa Nostra, e servia ao Vaticano, que reconhece mais tarde "ter sido enganado por este impostor." Sindona também esteve envolvido no assassinato do advogado Giorgio Ambrosoli em 1979; sendo condenado em 1986 à prisão perpétua como mandante do assassinato.
Encarcerado em uma prisão de alta segurança de Voghera, Sindona prometeu fazer revelações. Morreu em sua cela, ao ingerir café contendo cianeto de potássio. O inquérito sobre a morte de Sindona concluiu que se tratara de suicídio. 

## Ligações Externas
- La P2 ieri. La sua vittoria oggi. Por Gianni Barbacetto. maio de 2001.
- A Forcibly Retired Moneyman, Time, 13 de setembro de 1982.